# آریا ۲
آریا ۲ (به تلگو: Arya 2) فیلمی محصول سال ۲۰۰۹ و به کارگردانی سوکومار است. در این فیلم بازیگرانی همچون آلو آرجون، ناودیپ، کجال آگاروال، شرادها داس، موکش ریشی ایفای نقش کرده‌اند.
این فیلم دنباله فیلم آریا است.